# Михайлов, Игорь Георгиевич
Игорь Георгиевич Михаилов (28 февраля 1907 года, Серпухов — 20 января 1984 года, Ленинград) — советский учёный, основатель советской научной школы физики ультразвука. Заслуженный деятель науки и техники РСФСР.

## Биография
Окончил физический факультет ЛГУ (годы учёбы 1925—1930) и работал там же: ассистент, доцент, профессор.
Первые научные исследования — в области электрофизических методов геологоразведки. С 1940 г. посвятил себя молекулярной акустике. Основал лабораторию ультразвука в НИИФ ЛГУ.
Доктор физико-математических наук (1959), профессор (1964).
В 1973—1981 годах заведующий кафедрой молекулярной физики ЛГУ. С 1973 года — председатель Научного совета АН СССР по проблеме «Ультразвук».
Умер 20 января 1984 года после тяжёлой продолжительной болезни.

## Награды и звания
- Заслуженный деятель науки и техники РСФСР (1969)
- орден Трудового Красного Знамени
- орден «Знак Почёта» (21.02.1944)

## Адреса в Ленинграде
- Университетская набережная, 7—9[1]